# Långtjärnen (Piteå socken, Norrbotten, 727784-173188)
Långtjärnen är en sjö i Piteå kommun i Norrbotten och ingår i Lillpiteälvens huvudavrinningsområde. Sjön är 10 meter djup, har en yta på 0,0751 kvadratkilometer och befinner sig 172 meter över havet.

## Delavrinningsområde
Långtjärnen ingår i det delavrinningsområde (727720-173204) som SMHI kallar för Inloppet i Stor-Klockarträsket. Medelhöjden är 163 meter över havet och ytan är 3,4 kvadratkilometer. Räknas de 37 avrinningsområdena uppströms in blir den ackumulerade arean 324,2 kvadratkilometer. Avrinningsområdets utflöde Lillpiteälven mynnar i havet. Avrinningsområdet består mestadels av skog (87 procent). Avrinningsområdet har 0,08 kvadratkilometer vattenytor vilket ger det en sjöprocent på 2,3 procent.